# 高山市立大八小学校三福寺分校
高山市立大八小学校三福寺分校（たかやましりつ おおはちしょうがっこう　さんふくじぶんこう）は、かつて岐阜県高山市に存在した公立小学校の分校。

## 概要
- 大八小学校の分校であり、現在の高山市三福寺町（旧・大野郡大八賀村大字三福寺）に存在した。1956年廃校。
- 三福寺分校廃校後、三福寺地区は大八小学校校区となった後、1957年に校区変更により高山市立東小学校校区となった。

## 沿革
- 1884年（明治17年） - 大野郡大名田村大字三福寺字井之上に灘学校三福寺支校として開校。
- 1886年（明治19年） - 独立し、三福寺簡易科小学校となる。
- 1888年（明治21年） - 三福寺尋常小学校となる。
- 1892年（明治25年）
  - 4月 - 三福寺尋常小学校に改称する。
  - 5月19日 - 大名田村が、大名田村[注釈 2]、灘村[注釈 3]、大八賀村[注釈 4]に分離する。三福寺尋常小学校は大八賀村の小学校となる。
- 1908年（明治41年） - 大八尋常小学校に統合され、大八尋常小学校三福寺分教場となる。1～4年の児童が通学する。
- 1941年（昭和16年）4月1日 - 大八国民学校三福寺分教場に改称する。
- 1947年（昭和22年）4月1日 - 大八賀村立大八小学校三福寺分校に改称する。
- 1955年（昭和30年）4月1日 - 大八賀村が高山市に編入される。同時に高山市立大八小学校三福寺分校に改称する。
- 1956年（昭和31年）3月 - 廃校。